# Frederik Kasènda
Frederik Kasènda (Minahasa, 31 mei 1891 – Batavia, 1 januari 1942) was een Indische schilder.

## Levensloop
Kasènda werd geboren op het eiland Celebes en was van autochtone afkomst, in tegenstelling tot de meeste schilders die in Nederlands-Indië actief waren. Hij viel als kind op door zijn talent en de toenmalige resident Johan Ernst Jasper, later gouverneur van Jogjakarta, stelde hem in staat om naar Java te verhuizen om daar te studeren. 
Van studeren kwam weinig terecht, want Kasènda had veel meer interesse in tekenen. Hij volgde in Soerabaja enkele maanden les. Hij vestigde zijn atelier eerst in Ngawi, later in Kediri en Madioen en de laatste jaren van zijn leven in Singapore. De schilder is vooral bekend van landschapsstukken van Java en Bali. Hij maakte bovendien een aantal stadsgezichten van Singapore. Hij maakte weinig portretten, alleen in het begin van zijn schilderscarrière
Kasènda steunde China in zijn strijd tegen Japan. Zo hield hij een expositie waarvan de opbrengst geheel bestemd was voor het Chinese Relief Fund. Kort voordat Nederlands-Indië volledig werd onderworpen door Japan, overleed hij na een ziekbed van enkele maanden.